# (300021) 2006 UV86
(300021) 2006 UV86 es un asteroide perteneciente al cinturón de asteroides, descubierto el 17 de octubre de 2006 por el equipo del Mount Lemmon Survey desde el Observatorio del Monte Lemmon, Arizona, Estados Unidos.

## Designación y nombre
Designado provisionalmente como 2006 UV86.

## Características orbitales
2006 UV86 está situado a una distancia media del Sol de 3,160 ua, pudiendo alejarse hasta 3,748 ua y acercarse hasta 2,572 ua. Su excentricidad es 0,186 y la inclinación orbital 4,016 grados. Emplea 2052,14 días en completar una órbita alrededor del Sol.

## Características físicas
La magnitud absoluta de 2006 UV86 es 16,4.